# Xả súng Hanau
Ngày 19 tháng 2 năm 2020, chín người bị thiệt mạng và năm người khác bị thương trong một vụ xả súng hàng loạt của một tên cực hữu nhằm vào hai quán bar shisha ở Hanau, Hessen, Đức. Sau các cuộc tấn công, tay súng cùng người mẹ 72 tuổi đã chết ở căn hộ của họ. Nguyên nhân sau đó được xác định là do hung thủ đã giết mẹ mình rồi tự sát.

## Xả súng
Các vụ xả súng xảy ra vào lúc 22:00 giờ địa phương (UTC+01:00) ngày 19 tháng 2 năm 2020 ở hai quán bar shisha: một là Midnight Bar ở quảng trường trung tâm Hanau; hai là Arena Bar & Café ở Kesselstadt. Nhiều nguồn báo cáo rằng cả hai địa điểm thường xuyên có nhiều khách là công dân Thổ Nhĩ Kỳ. Thủ phạm bắt đầu nhắm vào ba khách hàng, sau đó là người bồi bàn vừa phục vụ họ. Cảnh sát đã bắt đầu một cuộc điều tra quy mô lớn. Các báo cáo ban đầu nói rằng tay súng vẫn chưa bị bắt giữ. Thủ phạm sau đó được xác định là Tobias Rathjen, hắn đã lái xe về nhà và bắn chết mẹ mình trong khi người cha đã chạy trốn, rồi tự sát bằng súng. Xác của hai người được cảnh sát tìm thấy vào lúc 05:15 ngày hôm sau.

## Các nạn nhân
Chín người bị hung thủ bắn chết trong hai vụ xả súng bao gồm hai người Kurd mang quốc tịch Đức, hai người Thổ Nhĩ Kỳ, một người Afghanistan, một người Bosna, một người Bulgaria, một người România và một người Sinti mang quốc tịch Đức. Chủ một quán bar cũng nằm trong số các nạn nhân. Ba người tử vong tại chỗ trong vụ đầu tiên, năm người khác tử vong tại chỗ trong cuộc tấn công thứ hai và một người qua đời trong bệnh viện ngày tiếp theo. Người mẹ quốc tịch Đức của tên thủ phạm cũng bị giết sau các vụ xả súng.
Năm người bị thương bao gồm hai người Đức gốc Thổ Nhĩ Kỳ, một người Đức gốc Afghanistan và một người Cameroon.

## Thủ phạm
Tay súng được xác định là Tobias Rathjen, 43 tuổi, một tên cực hữu và Quốc xã mới. Hắn đã xuất bản một tuyên ngôn và nhiều video trên trang web cá nhân về các niềm tin chính trị và giả thuyết xung quanh việc Tổng thống Hoa Kỳ Donald Trump cướp khẩu hiệu của mình, thuyết ưu sinh và bày tỏ nỗi thất vọng vì hắn không thể có mối quan hệ thân mật với một phụ nữ do những vấn đề tâm thần. Hắn nói rằng mình đã được những giọng nói trong đầu hướng dẫn từ khi sinh và hắn lúc ấy đang bị các đặc vụ bí mật theo dõi. Rathjen đã thể hiện một sự căm hận đối với những người ngoại quốc và kêu gọi một cuộc giết người hàng loạt ở Trung Đông, Trung Á và Bắc Phi.
Gần Arena Bar, văn bản có liên quan đến trang web của hung thủ được phát hiện trong một graffiti viết trên tường trước khi bị cảnh sát che lại.
Theo Peter Frank, Rathjen đã liên lạc với các chính quyền Đức về những thuyết âm mưu ba tháng trước khi tấn công. Ngày 6 tháng 11 năm 2019, hắn gửi một lá thư đến Chỉ huy trưởng Công tố viên Biện lý để thúc giục anh hành động lại một tổ chức "cơ quan mật vụ" mà hắn nói là đang đụng tay vào đầu của mọi người để kiểm soát những sự kiện thế giới và kêu gọi các chính quyền hãy "tiếp cận và liên lạc với hắn", nhưng anh đã không làm gì để phản hồi. Nhiều phần trong bức thư 19 trang này giống y hệt với bản tuyên ngôn 24 trang được xuất bản trên trang web của hắn vào tháng 2 năm 2020, nhưng không rõ liệu nó có bất kì lời đe dọa nào đối với các dân tộc thiểu số hay không.

## Điều tra
Các công tố viên liên bang đang gọi đây là một hành động khủng bố. Các nhà chức trách nói rằng có bằng chứng cho việc tay súng theo phe cực hữu và dấu hiệu cho thấy động cơ bài ngoại của việc giết người. Bộ trưởng Nội vụ bang Hessen Peter Beuth nói vào ngày 20 tháng 2 rằng các điều tra viên đã tìm thấy một trang chủ chỉ ra động cơ chính trị cánh hữu của những cuộc tấn công. Các công tố viên nói rằng trước đây thủ phạm không được những chính quyền biết như một tên cực đoan. Cảnh sát đã tìm thấy và đang phân tích một lá thư và video đầu thú của tay súng.

## Phản ứng
Thủ tướng Đức Angela Merkel đã hoãn một chuyến đi tới Halle và chia buồn cùng gia đình các nạn nhân. Chủ tịch Nghị viện châu Âu David Sassoli cũng đã chia buồn. Vì một số nạn nhân được báo cáo là công dân Thổ Nhĩ Kỳ, chính phủ Thổ Nhĩ Kỳ đã mô tả hành động này là một hình thức phân biệt chủng tộc và yêu cầu một cuộc điều tra lập tức. Tổng thống Đức Frank-Walter Steinmeier, phu nhân Elke Büdenbender và Người đứng đầu chính phủ Bang Hessen đã tham dự đêm canh thức tại một trong các địa điểm xả súng.